# Buick LeSabre
Mit Buick LeSabre ist eine Serie von Personenkraftwagen bezeichnet, die von Ende 1958 bis Mitte 2005 von Buick als Nachfolger des Buick Special in den USA gefertigt wurde. Für viele Jahre war der LeSabre das Einstiegsmodell bei Buick mit dem geringsten Basispreis.

## LeSabre (Serie 4400, 1958–1961)
Der Ende 1958 erschienene Nachfolger des Buick Special verfügte über ein komplett neues Styling mit einer flacheren Motorhaube und schräg gestellten Doppelscheinwerfern. Die Heckflossen besaßen eine Flügelform. 
Die Wagen waren mit einem V8-Motor mit 5965 cm³ Hubraum ausgestattet, der eine Leistung von 250 PS (184 kW) bei 4400 min−1 entwickelte. Dieser aus dem Modelljahr 1958 übernommene Motor war kleiner als der 6,6-l-V8-Motor der teureren Modelle Invicta und Electra. Sechs verschiedene zwei- bis fünftürige Karosserien waren verfügbar. Die meisten Wagen wurden mit einem zweistufigen Automatikgetriebe ausgeliefert; ein manuelles Dreiganggetriebe war auf Wunsch erhältlich.
1960 gab es wenig Änderungen, aber 1961 kam eine wesentlich entschärfte Karosserieversion auf den Markt, bei der die Doppelscheinwerfer nebeneinander innerhalb des breiten Kühlergrills angeordnet waren und die geflügelten Heckflossen einem glatten Kofferraumdeckel wichen. Auch war der LeSabre durch Wiedereinführung des Special nur mehr die zweitgünstigste Modellreihe der Marke.
Bis Herbst 1961 entstanden 430.186 Exemplare des ersten LeSabre.

## LeSabre (Serie 4400, 1962–1963)
Für das Modelljahr 1962 änderte sich am Styling der Karosserie wenig. Allerdings wurden nur noch vier Karosserievarianten angeboten: Limousinen mit zwei oder vier Türen, ein zweitüriges Hardtop-Coupé und eine viertürige Hardtop-Limousine. 

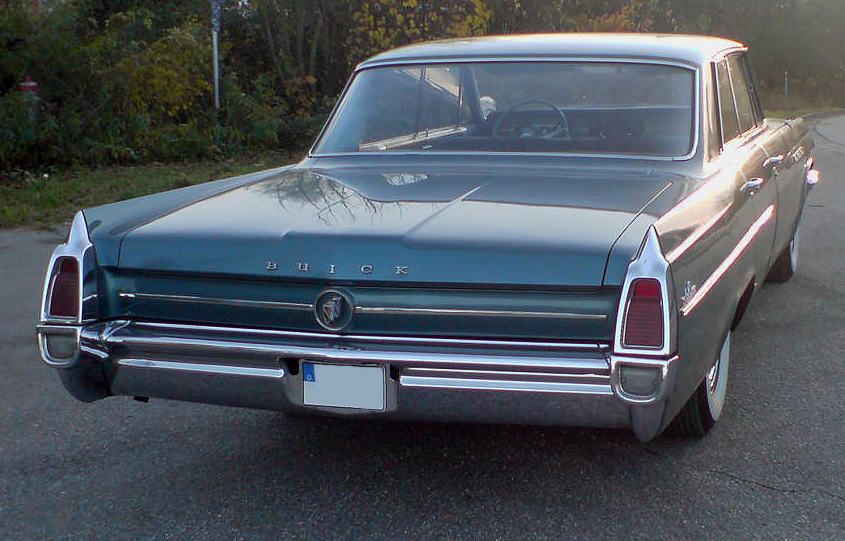
Buick LeSabre (1963)

Die Wagen waren nun mit dem V8-Motor der größeren Modelle mit 6571 cm³ ausgestattet, der 280 PS (206 kW) leistete. Auf Wunsch war zum gleichen Preis eine leistungsgeminderte Version mit geringerer Verdichtung und mit nur 260 PS (191 kW) Leistung erhältlich.
Im Folgejahr gab es keine technischen oder stilistischen Veränderungen, aber Kombi und Cabriolet waren wieder verfügbar. Durch Einführung des Skylark stieg der LeSabre im Modellangebot zur mittleren Modellreihe auf.
Von Anfang 1962 bis Ende 1963 wurden 298.291 Exemplare des LeSabre gebaut.

## LeSabre / LeSabre Custom (1964–1969)
Im Frühjahr 1964 erschien der LeSabre leicht überarbeitet und wiederum in vier Karosserievarianten: als viertürige Limousine (mit B-Säulen und als Hardtop), als zweitüriges Cabriolet und als zweitüriges Coupé (ebenfalls auch mit Hardtop). Die fünftürigen Kombis bildeten die eigenständige Serie 4600. Es wurden nun kleinere Motoren mit nur noch 4916 cm³ und 210 PS (154 kW) eingesetzt. Außerdem gab es eine dreistufige Getriebeautomatik.
1965 gab es die technisch baugleichen Modelle in Standard- und Custom-Ausführung, wobei das Cabriolet nur als Custom-Version verfügbar war. Das Styling der Fahrzeuge war etwas eckiger gestaltet.
Im Folgejahr bildeten die Kombis eine eigene Serie namens Sport Wagon, und das zweitürige Coupé war als Hardtop konstruiert. Ein deutliches Facelift sorgte für einen stark konturierten Kühlergrill und einen Hüftschwung über den hinteren Radausschnitten. Außerdem kam ein größerer Motor mit 5572 cm³ und 220 PS (162 kW) zum Einsatz. Ohne große Veränderungen wurde diese Modellreihe auch 1967 weitergebaut.

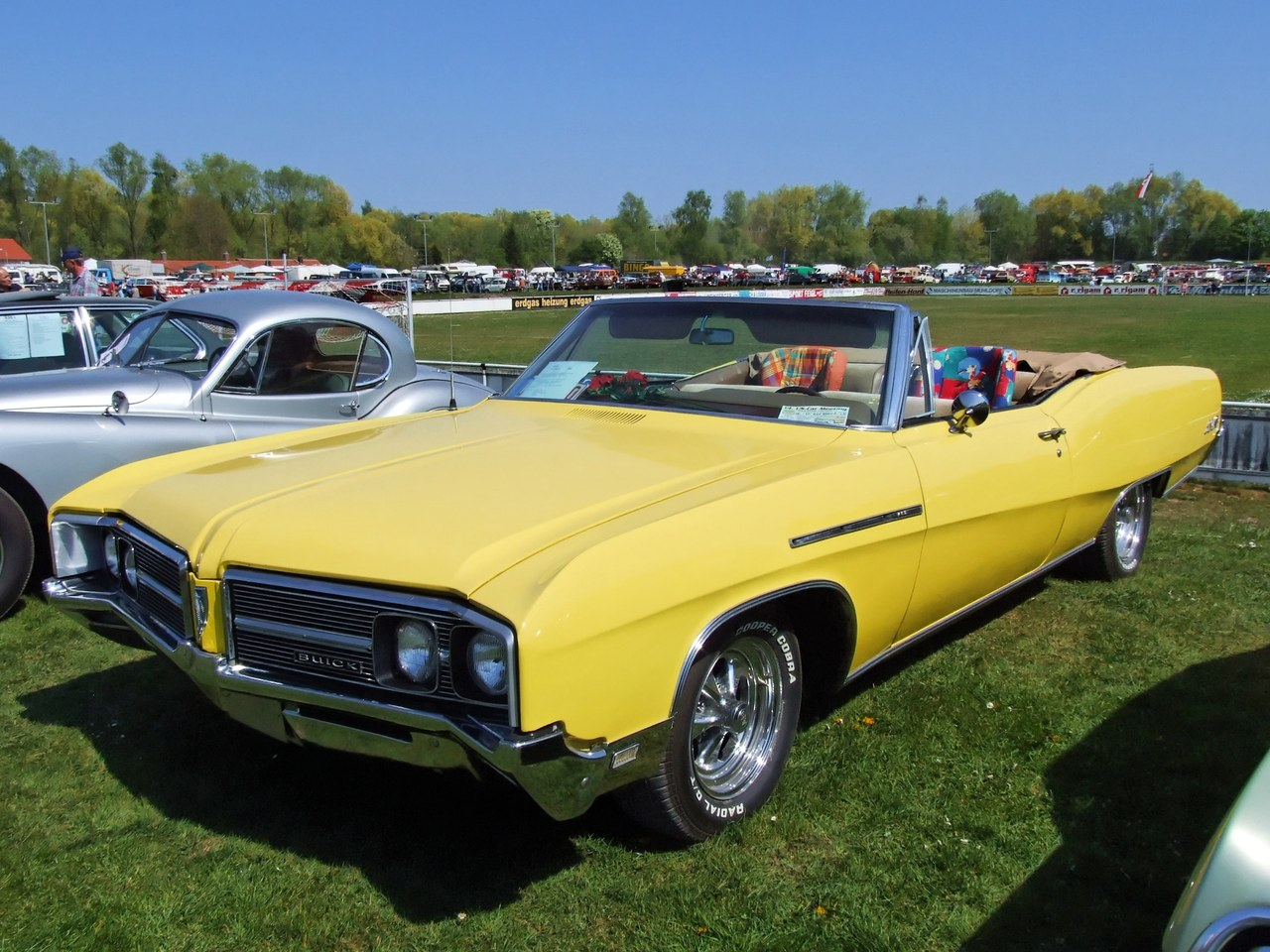
Buick LeSabre Cabriolet (1967)

1968 gab es nur leichte stilistische Anpassungen, so z. B. rechteckige Einfassungen für die runden Doppelscheinwerfer. Wiederum wurde die Motorleistung vergrößert, diesmal auf 5735 cm³ und 230 PS (169 kW). 1969 wurde beim ansonsten technisch unveränderten Fahrzeug die Frontpartie leicht geglättet.
In diesen sechs Jahren entstanden bis Ende 1969 937.856 Exemplare.

## LeSabre / Custom / 455 / Custom 455 / Luxus (1970–1976)
Im Frühjahr 1970 gab es nur ein kleines Facelift, aber der 5,7-l-V8-Motor legte deutlich an Leistung auf 260 PS (191 kW) zu. Neu dazu kam die Ausführung 455, die den großen V8 mit 7456 cm³ mit 370 PS (272 kW) beinhaltete.
1971 wurden komplett überarbeitete, größere Karosserien vorgestellt. Technisch blieb man jedoch bei den Angeboten des Vorjahres, wobei der 5,7-l-V8-Motor nur noch 230 bhp (169 kW) abgab. Scheibenbremsen vorne, eine Drei-Stufen-Getriebeautomatik und Servolenkung wurden bei allen LeSabre-Modellen Standard.
1972 ging man bei den Leistungsangaben zu SAE-PS (nhp) über, was die nominalen Werte drastisch senkte, da die Leistungen jetzt mit allen Nebenaggregaten und an der Hinterachse gemessen wurden. So brachte es der einzig verfügbare 5,7-l-V8-Motor nun nur noch auf 150 PS; der 7,5-l-V8-Motor des 455 fiel aus dem Programm. Stilistisch gab es nur geringfügige Veränderungen.
Im Folgejahr wurde der 7,5-l-V8-Motor wieder angeboten und bot 225 nhp; die Leistung des 5,7-l-V8-Motor stieg auf 175 PS. Das Cabriolet wurde in diesem Jahr nicht angeboten. Sonst gab es kaum Veränderungen.
1974 gab es wieder ein deutliches Facelift. Die runden Doppelscheinwerfer in ihren rechteckigen Rahmen waren nun seitlich vom Kühlergrill angeordnet, dessen obere Hälften aus Blenden in Wagenfarbe bestanden. Auch gab es nun wieder ein Cabriolet, allerdings nur als LeSabre Luxus (der Luxus ersetzte den Custom).
1975 sanken die Motorleistungen wegen des Einsatzes von Katalysatoren auf 165 nhp, bzw. 205 nhp. Auch kam erstmals bleifreies Benzin zum Einsatz. Der Luxus trug wieder die Bezeichnung  Custom. Daneben gab es nur ein leichtes Facelift.
1976 fiel das Cabriolet wegen seines nachhaltigen Misserfolgs aus dem Programm. Die anderen Modelle erhielten kleine, rechteckige Doppelscheinwerfer mit darunter angeordneten Blink- und Begrenzungsleuchten. Erstmals beim LeSabre und einmalig bei einem US-Fahrzeug der oberen Mittelklasse wurde ein V6-Motor mit 3785 cm³ Hubraum als Grundausstattung angeboten. Dieser war nur für die Standardausführung verfügbar und leistete 105 PS.
Insgesamt entstanden bis Sommer 1976 1.122.005 Exemplare des LeSabre.

## LeSabre / Custom / Limited / Sport / Estate Wagon (1976–1985)
Deutlich verkleinert, aber ohne wesentliche stilistische Änderungen ging der LeSabre im Herbst 1976 in das Modelljahr 1977. 
Wie bei allen GM-Fahrzeuge dieser Zeit wurden Größe und Gewicht als Reaktion auf die Ölkrise deutlich reduziert, ohne jedoch den Platz im Innenraum und im Kofferraum wesentlich einzuschränken. Auch der Hinterradantrieb blieb zunächst erhalten. Hardtop-Modelle wurden nicht mehr angeboten. So gab es nur noch eine viertürige Limousine und ein zweitüriges Coupé. Erweitert wurde das Motorenangebot: Neben dem aus dem Vorjahr bekannten 3,8-l-V6-Motor mit unverändert 105 PS gab es vier verschiedene V8-Motoren: 4933 cm³ mit 135 PS (99 kW), 5735 cm³ mit 155 PS (114 kW) oder 170 PS (125 kW) und 6604 cm³ mit 185 PS (136 kW).
Im nächsten Jahr kam noch ein V6-Turbomotor für das LeSabre Sport-Coupé dazu, der aus ebenfalls 3,8 l Hubraum eine Leistung von 165 PS (121 kW) schöpfte, und der 4,9-l-V8-Motor wurde durch einen V8-Motor mit 4998 cm³ ersetzt, der 145 PS (107 kW) leistete. Auch die Fahrzeugfront war deutlich verändert worden: es gab einen Kühlergrill im Mercedesstil, der sich bis unterhalb der Doppelscheinwerfer erstreckte (dorthin, wo bisher die Blink- und Parkleuchten angeordnet gewesen waren). Die Blinkleuchten wanderten an die Fahrzeugecken. Auch hatten die Fahrzeuge, den neuen gesetzlichen Vorschriften entsprechend, nun seitlich gelbe Begrenzungsleuchten an den vorderen Kotflügeln und entsprechende rote Leuchten an den Seiten der hinteren Kotflügel.
1979 gab es nur ein kleines Facelift, der V6-Turbomotor erstarkte auf 170 PS (125 kW), und der 4,9-l-V8-Motor ersetzte wieder den 5,0-l-Motor des Vorjahres, allerdings mit 140 PS (103 kW). Der stärkere 5,7-l-V8-Motor leistete nur mehr 160 PS (118 kW), und der 6,6-l-V8-Motor entfiel.
Im Folgejahr zeigte der mercedesartige Kühlergrill eine feinmaschige Netzstruktur, der Basis-V6-Motor leistete nun 110 PS (81 kW). Dazu kam ein größerer V6-Motor mit 4130 cm³ und 125 PS (92 kW). Neu war auch der LeSabre Estate Wagon, ein fünftüriger Kombi auf Basis der gleichen Bodengruppe wie Limousine und Coupé, der aber ausschließlich mit V8-Motor erhältlich war.
1981 gab es erneut eine deutlichere Überarbeitung: der Kühlergrill war in einer gröbermaschigen  Netzstruktur gegliedert und erstreckte sich, wie vordem, wieder bis unterhalb der rechteckigen Doppelscheinwerfer. Das vielfältige Motorenangebot, das auf einander ähnliche Motoraggregate unterschiedlicher GM-Hersteller (Oldsmobile, Pontiac, Chevrolet) basierte, wurde deutlich reduziert. Es gab nur noch vier Motoren: Die beiden V6-Motoren aus dem Vorjahr (der V6-Turbomotor war zusammen mit dem LeSabre Sport entfallen), zusätzlich einen neuen V8-Motor mit 5031 cm³ Hubraum und einer Leistung von 140 PS (103 kW) und erstmals auch einen V8-Dieselmotor mit 5735 cm³ und 105 PS (77 kW) Leistung.
Nur kosmetische Änderungen (ein noch gröberes Netzdesign am Kühlergrill) kennzeichneten die Modelle der Modelljahre 1982 und 1983. Auch in technischer Hinsicht blieben die Modelle unverändert. 1984 gab es einen neuen Grill mit mattschwarzen, vertikalen Leisten zwischen den Doppelscheinwerfern sowie neue Rückleuchten. Der Kombi entfiel in diesem Jahr.
Für 1985 war der Kühlergrill ein weiteres Mal modifiziert worden. Außerdem war dies das letzte Modelljahr des LeSabre mit Hinterradantrieb. Eine Kombiversion war wieder erhältlich, aber der 4,1-l-V6-Motor entfiel. Den LeSabre Limited gab es auch in einer Collector’s Edition.
Von dieser letzten LeSabre-Generation mit Hinterradantrieb entstanden von Herbst 1976 bis Mitte 1985 1.235.160 Exemplare.

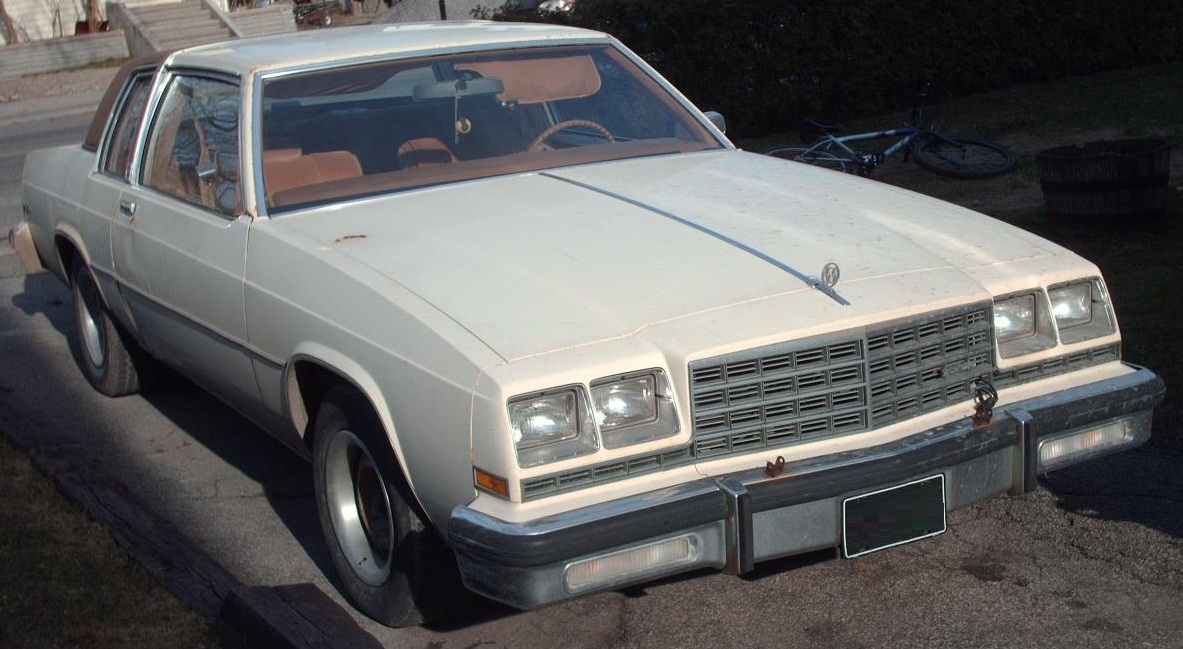
Buick LeSabre Coupé (1979–1981)
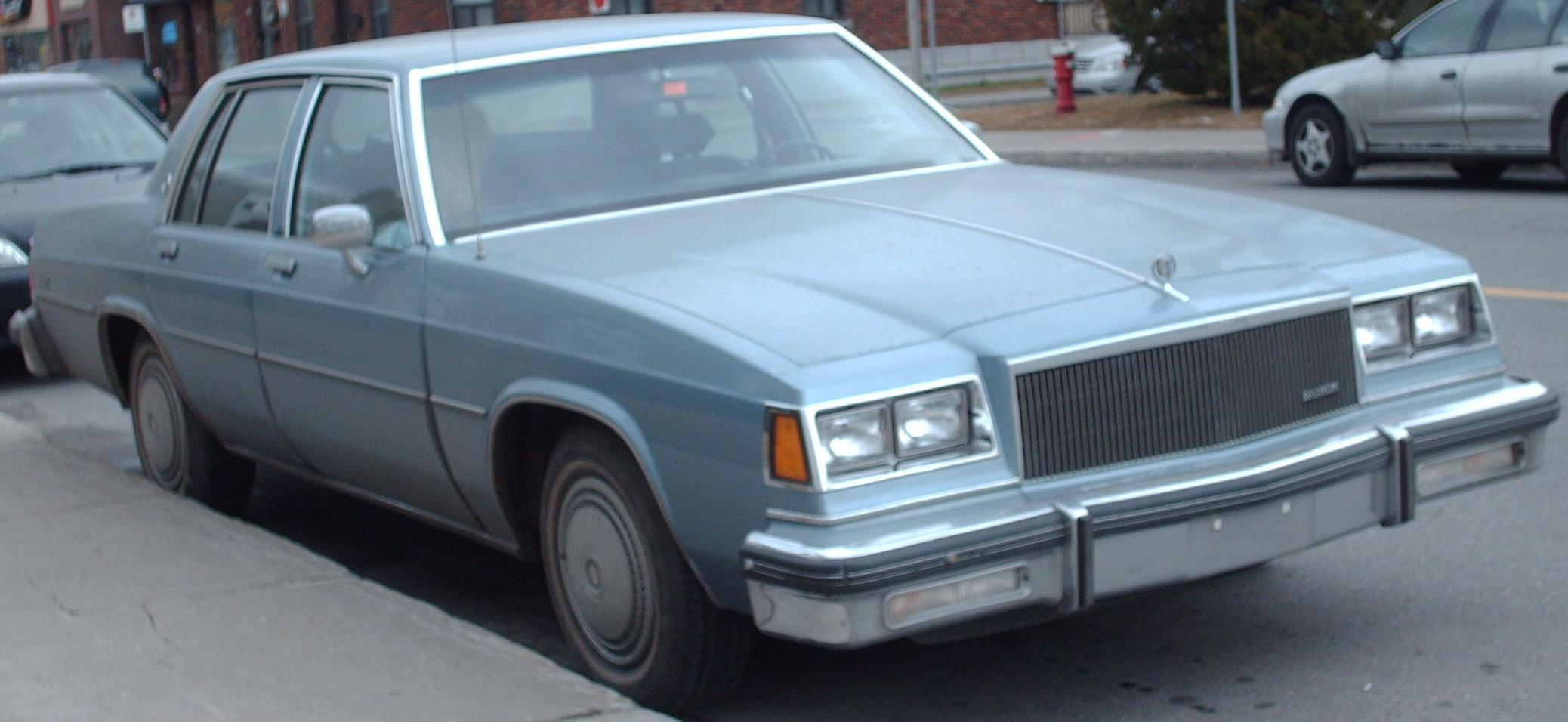
Buick LeSabre Sedan (1984–1985)
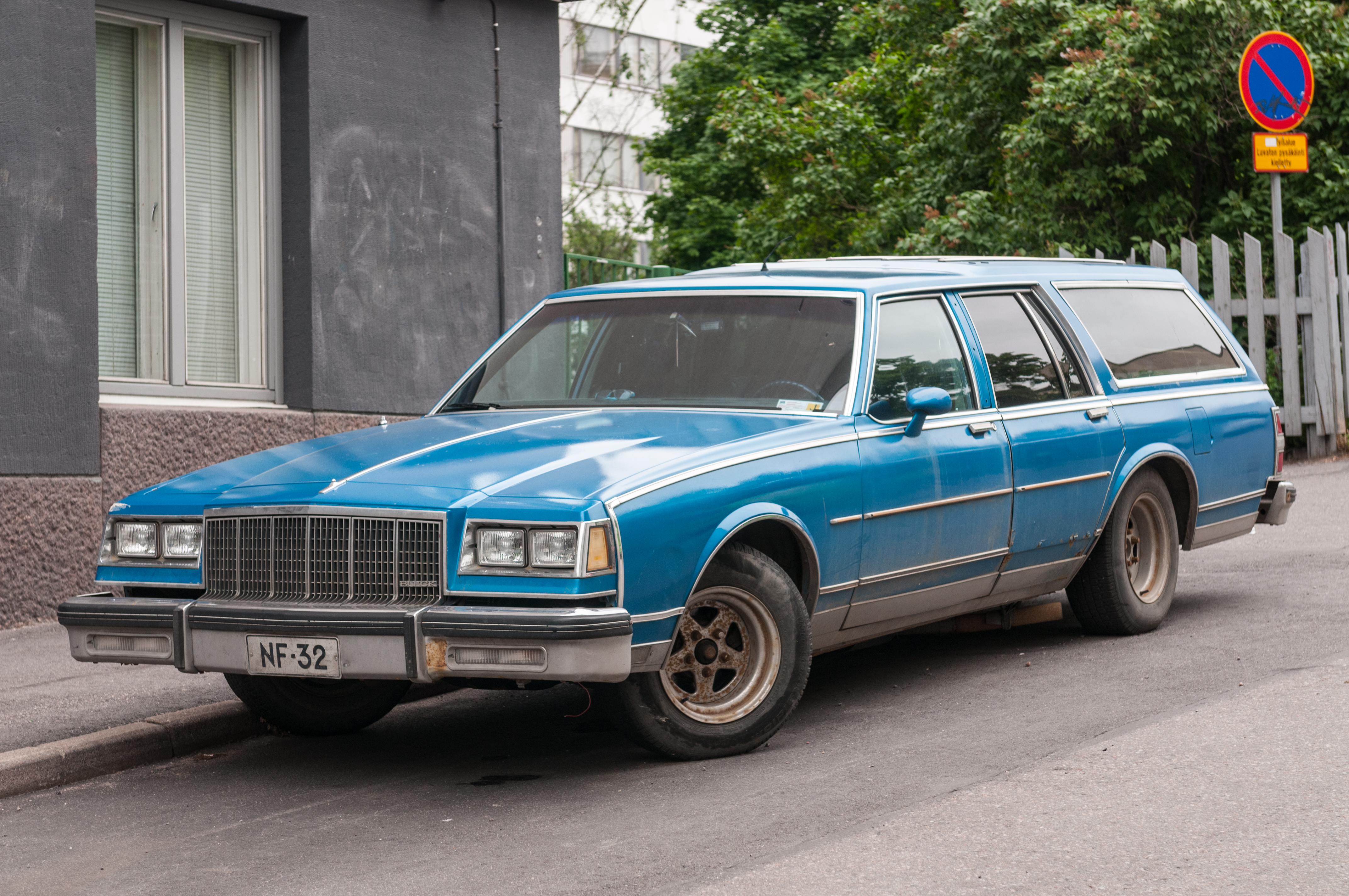
Kombi
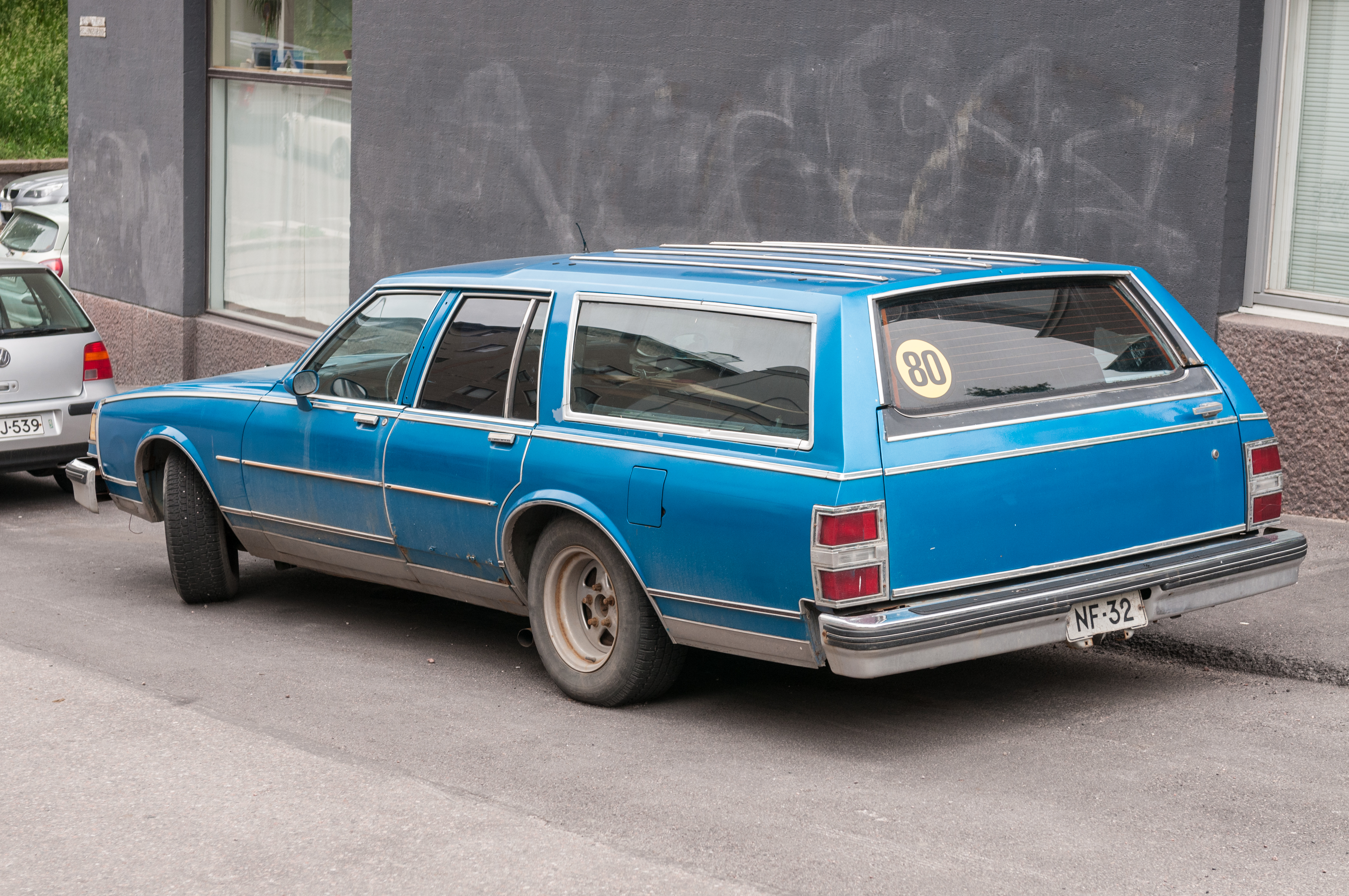

## LeSabre (1985–1991)
Im Herbst 1985 erschien ein komplett neues LeSabre-Modell, das nochmals deutlich kleiner in seinen Dimensionen und mit Frontantrieb versehen war. Allerdings gab es nur Limousine und Coupé in dieser Ausführung; der Kombi wurde ohne Veränderungen weitergebaut. 
Die Wagen zeigten sich in einer Keilform und besaßen einen breiten Kühlergrill mit einem groben Netzdesign, an dessen beiden Enden sich eingesetzte rechteckige Doppelscheinwerfer befanden. Als Antrieb für die neuen Fronttriebler dienten wahlweise zwei V6-Motoren: der kleinere verfügte über 2966 cm³ Hubraum und leistete 125 PS (92 kW), der größere war der bekannte 3,8-l-V6-Motor, mit nun 150 PS (110 kW). Das Kombimodell wurde weiterhin durch den 5,05-l-V8-Motor angetrieben. Der Diesel war wegen Mangels an Kundeninteresse entfallen.
Nur im Modelljahr 1986 gab es als Coupé den LeSabre Grand National, das erfolgreich an NASCAR-Rennen teilnahm. Von dem immer in Schwarz gehaltenen Wagen mit grauer Innenausstattung wurden nur zwischen 112 und 117 Exemplare gebaut, was ihn zum heute meistgesuchten LeSabre-Modell überhaupt macht.
Im Modelljahr 1987 entfiel der kleine V6-Motor, als einfachste Ausführung wurde der LeSabre (ohne Zusatzbezeichnung) wieder eingeführt. Als besonderes Modell war der LeSabre T-Type erhältlich, der – nur als Coupé verfügbar – immer eine schwarze Lackierung und in Mattschwarz gehaltene Zierteile besaß. Des Weiteren verfügte der T-Type über ein Lederlenkrad und Leichtmetallräder. Auf Wunsch gab es das T-Paket auch für die anderen LeSabre-Modelle (mit Ausnahme des Kombi). Alle LeSabre erhielten Breitband- statt der bisherigen Doppelscheinwerfer. 
In den beiden Folgejahren gab es keine Veränderungen, lediglich die Motorleistung des einzig verfügbaren V6 stieg 1989 auf 165 PS (121 kW). Ab 1988 wurde der LeSabre Standard nur noch als Coupé gebaut und der LeSabre Custom nur noch als Limousine. Den LeSabre Limited gab es in beiden Karosserievarianten.
1990 war der T-Type wegen schlechter Verkaufszahlen im Vorjahr aus dem Angebot gestrichen worden ebenso wie der Kombi mit Hinterradantrieb und V8-Motor. Die verbleibenden Modelle Custom und Limited erhielten eine leicht veränderte Frontpartie und Heckleuchten mit integrierten Rückfahrscheinwerfern.
1991 erhielt das Modell noch einmal eine neue Fahrwerkgeometrie, ansonsten unterzog man Buicks Bestseller keinen weiteren Veränderungen.

Vom ersten LeSabre-Modell mit Frontantrieb entstanden 723.297 Stück in sechs Jahren, während vom letzten Modell des LeSabre Estate Wagon auf Basis der bisherigen Plattform noch 19.700 Exemplare gebaut wurden.

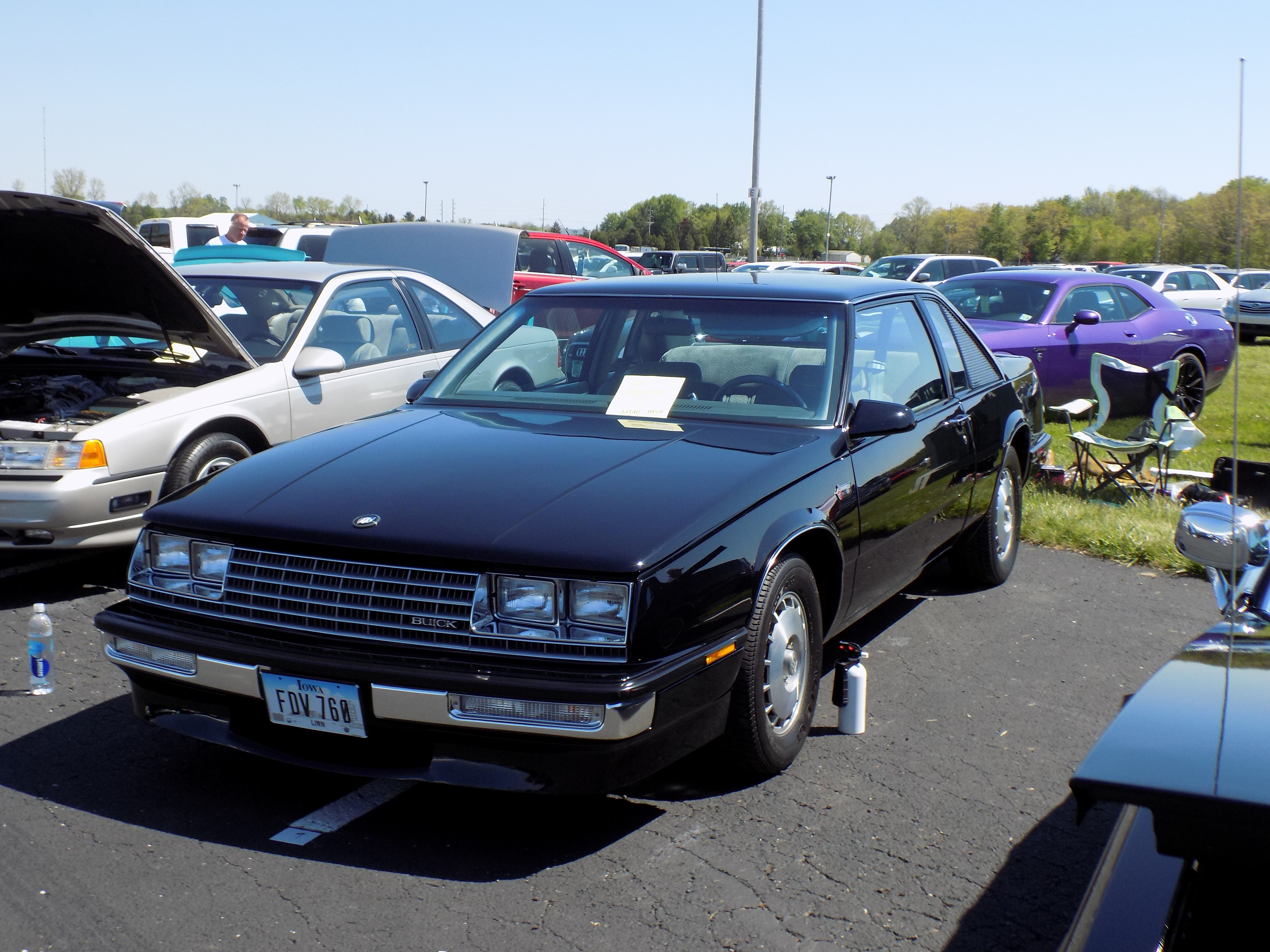
Buick LeSabre Coupe
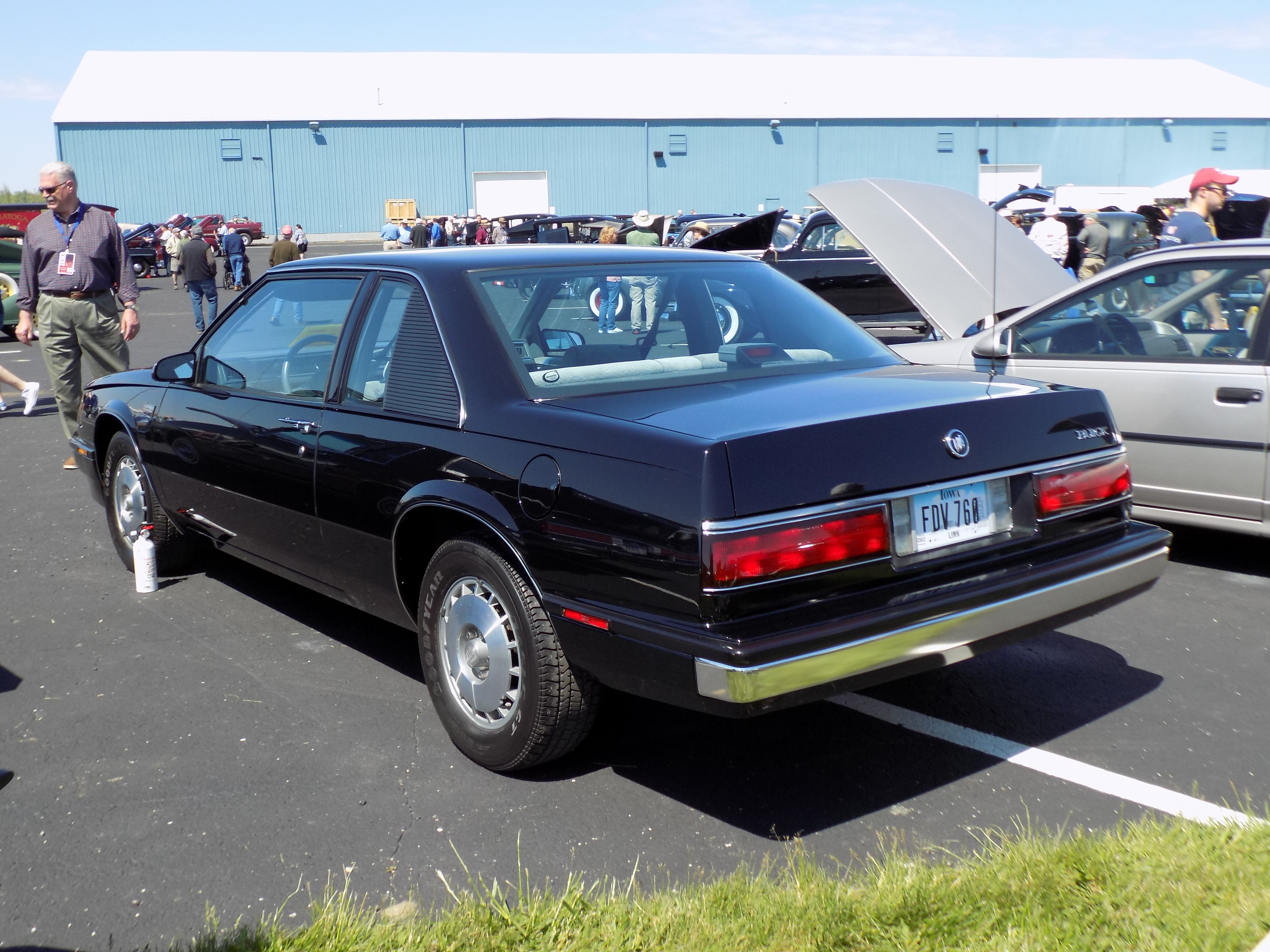
Heckansicht
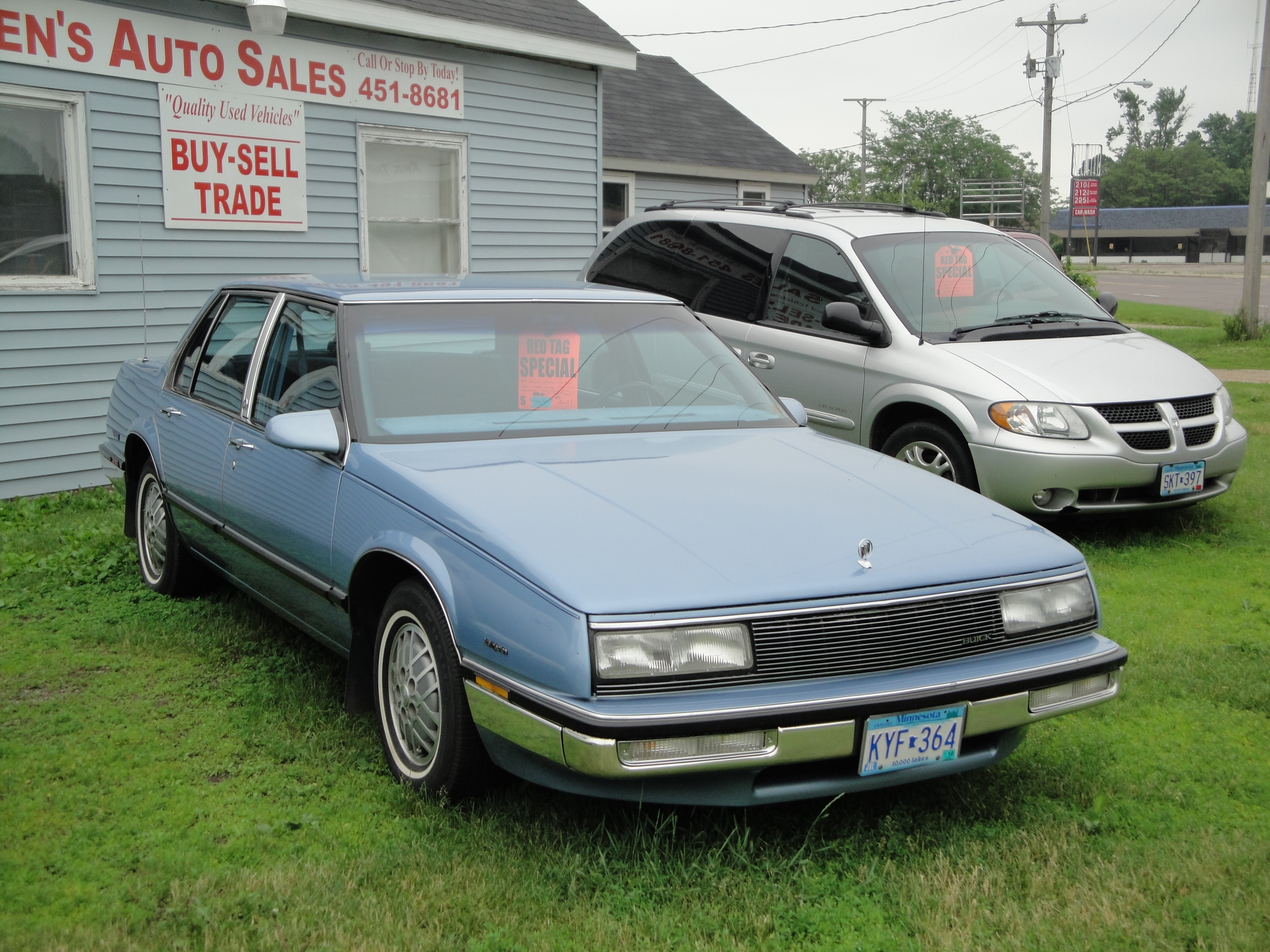
Facelift (1988–1991)
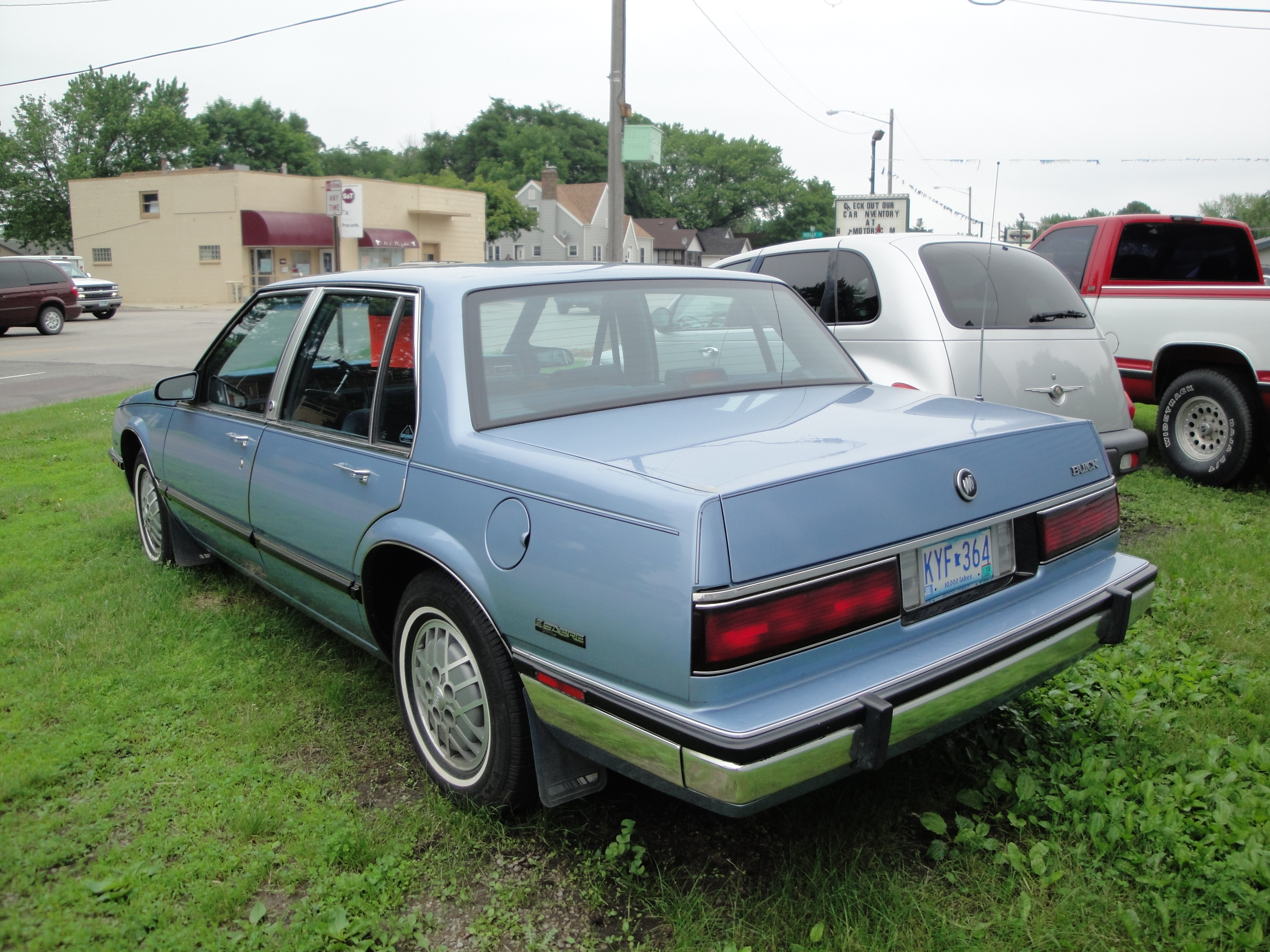
Heckansicht
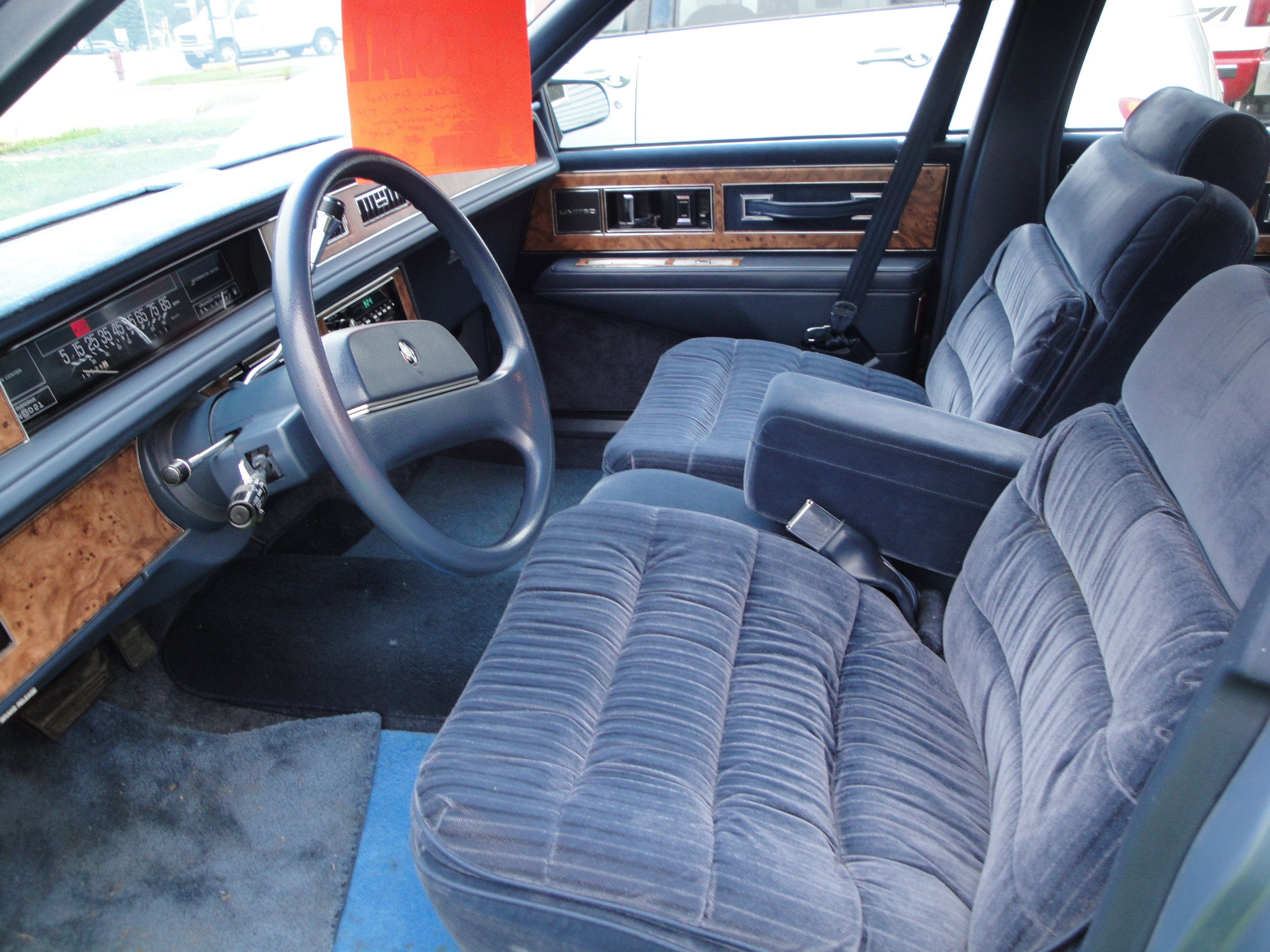
Innenraumansicht
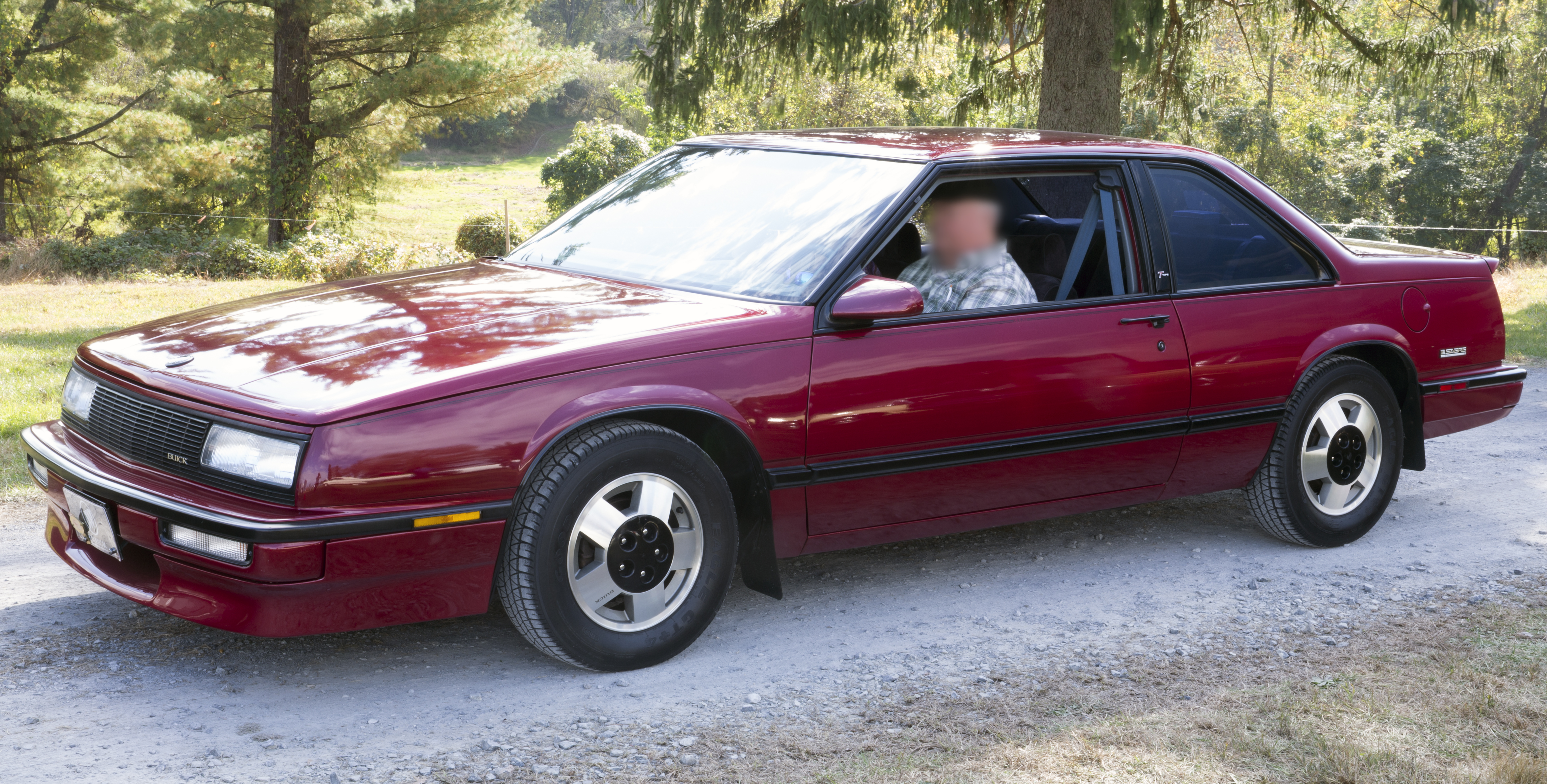
Buick LeSabre T-type

## LeSabre Custom / Limited (1992–1999)
Eine aerodynamische Überarbeitung erhielt der LeSabre im Spätsommer 1991 für das Modelljahr 1992, sodass er dem Park Avenue ähnlich sah. Damit nahm er auch in der Länge bei gleichbleibendem Radstand etwas zu. 
Es gab nur noch eine viertürige Limousine mit dem 3,8-l-V6-Motor, dessen Leistung auf 170 PS (125 kW) gesteigert worden war. Nur noch die beiden besseren Ausstattungsvarianten Custom und Limited waren lieferbar. 
1993 wurde ABS Standardausstattung für alle LeSabre-Modelle, und es gab ein besonderes Modell zum 90. Geburtstag der Firma Buick. Bis einschließlich 1995 gab es nur geringfügige technische Änderungen.
Im Modelljahr 1996 erhielt der LeSabre einen neuen Motor. Der 3,8-l-V6-Motor der zweiten Serie leistete 205 PS (151 kW). 
Im Herbst 1996 erfolgte für das Modelljahr 1997 ein leichtes Facelift, bei dem die Blinkleuchten aus den vorderen Scheinwerfern in die Stoßfänger wanderten. Auch gab es jetzt serienmäßig einen Drehzahlmesser, der aber nicht so recht zum immer noch Verwendung findenden Breitbandtachometer passen wollte. In dieser Ausführung wurden die Wagen noch bis Sommer 1999 weitergebaut.

Insgesamt entstanden in acht Jahren ca. 1,2 Mio. Exemplare vom LeSabre der zweiten Modellgeneration mit Frontantrieb.

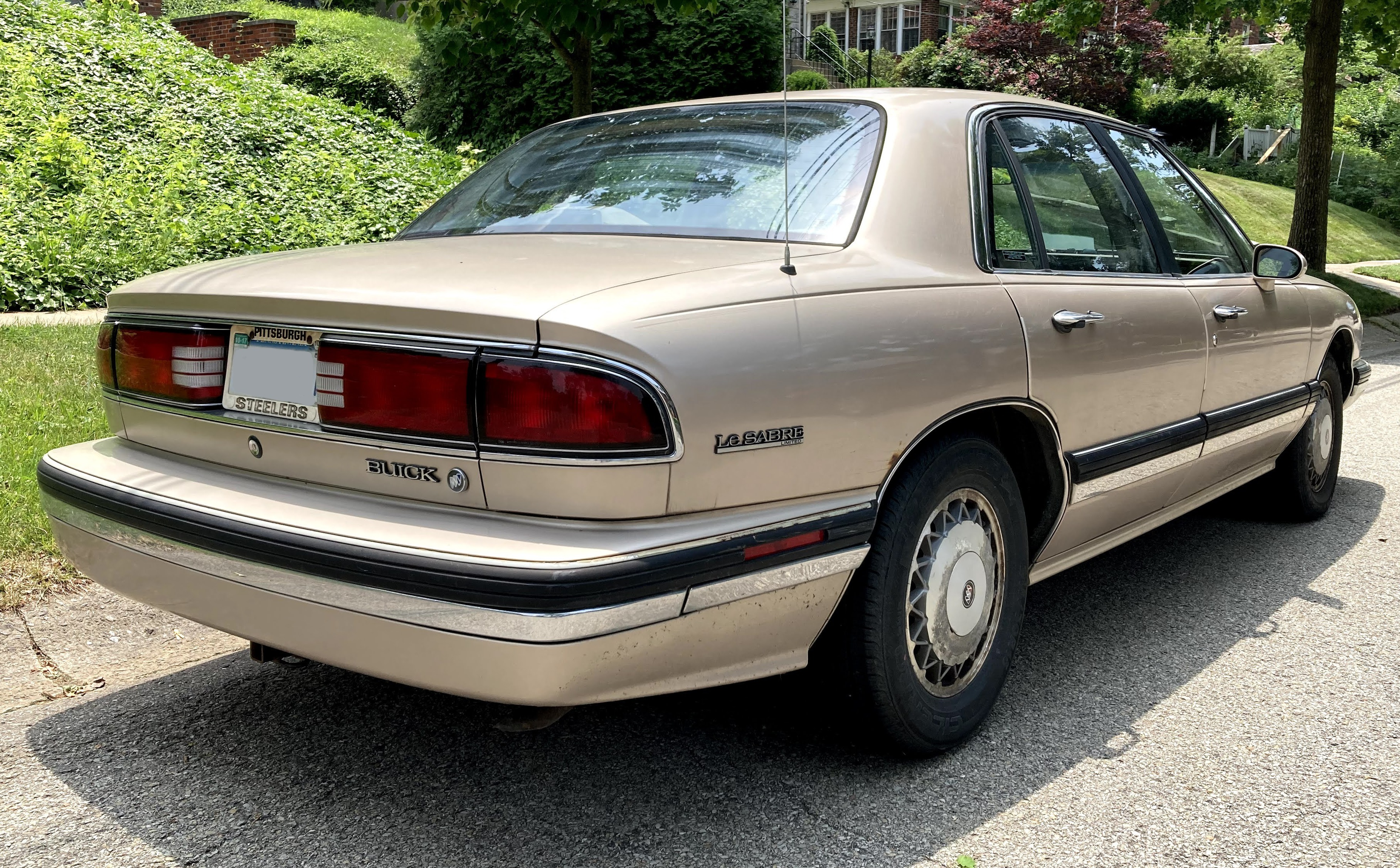
Heckansicht
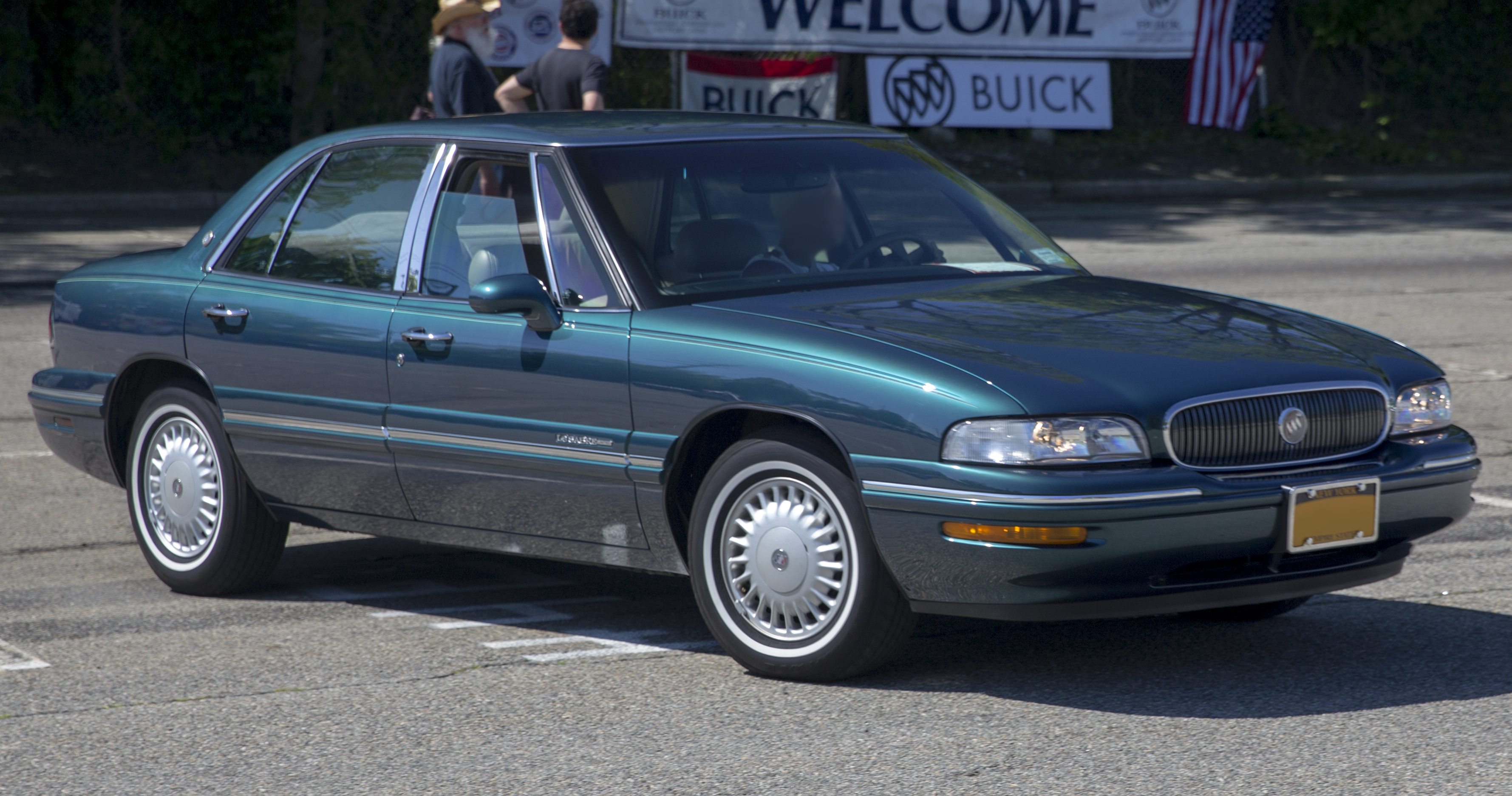
Facelift (1996–1999)
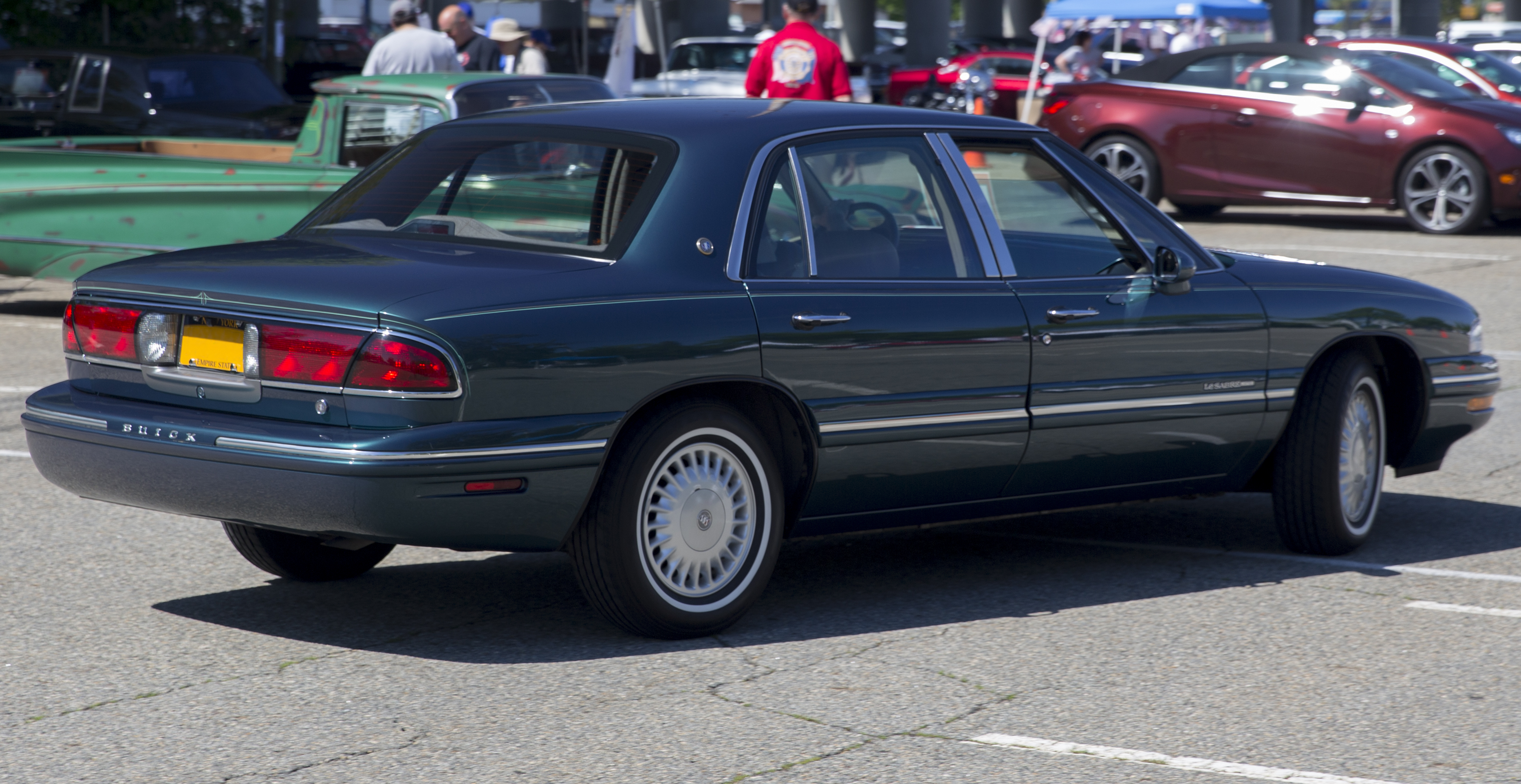
Heckansicht
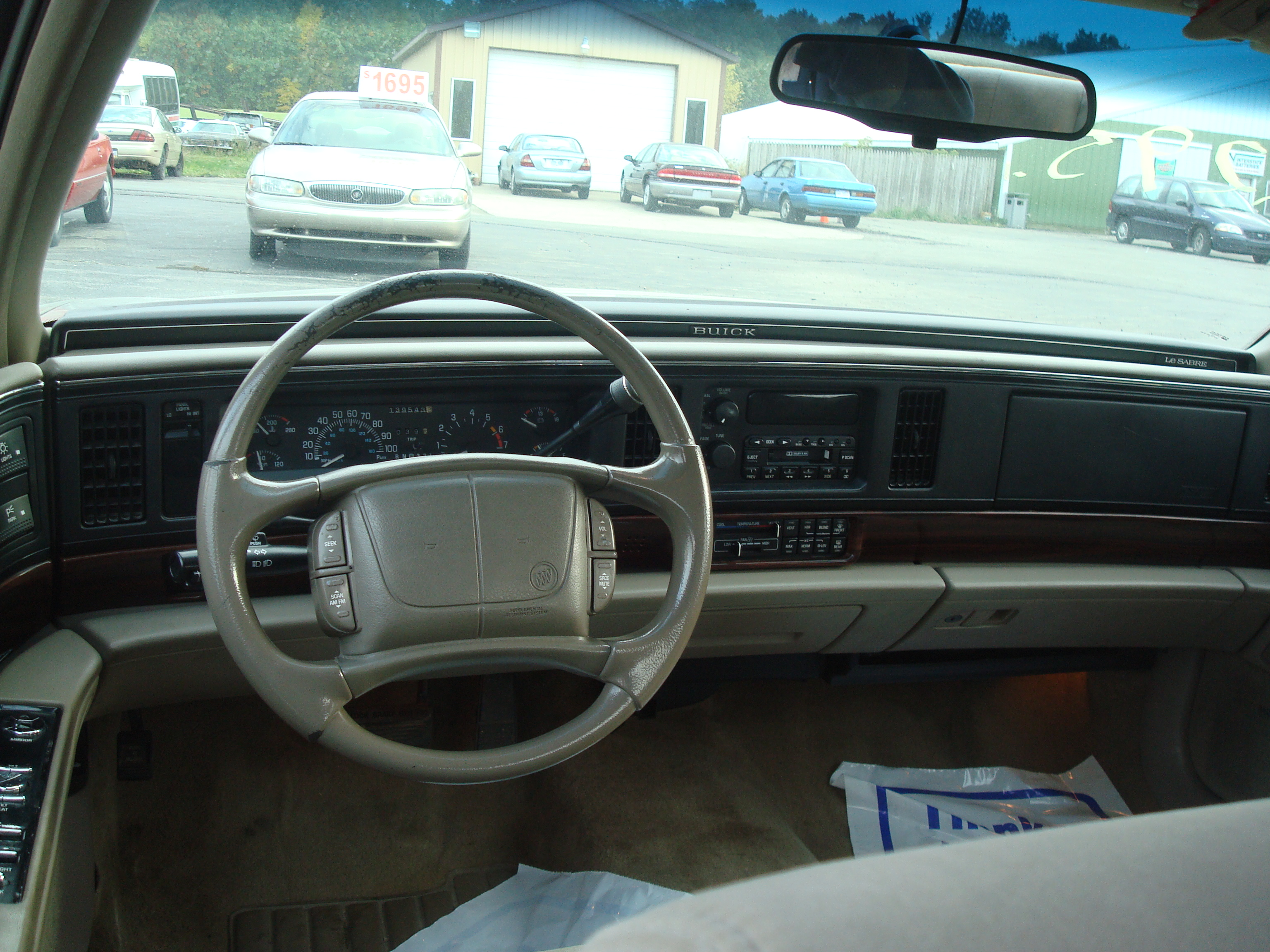
Innenraumansicht

## LeSabre Custom / Limited / Centenniel (1999–2005)
Für das Modelljahr 2000 erhielt der LeSabre im Herbst 1999 nochmals eine grundlegende Überarbeitung. Das Fahrzeug baute nun auf der G-Plattform von GM auf. Die Motorhaube wurde konturiert, der ovale Kühlergrill öffnete nicht mehr zusammen mit der Motorhaube, und das Heck war höher gestaltet.  Die Blinkleuchten wanderten wieder an die Fahrzeugecken neben die Breitbandscheinwerfer.
Zum 100. Geburtstag von Buick erschien 2003 ein besonders gut ausgestattetes Sondermodell LeSabre Celebration Edition in den drei Lackierungen (Weiß und zwei Perlfarben) mit schwarzen Zierteilen.

Am 22. Juni 2005 wurde der letzte LeSabre gefertigt. Sein Nachfolger wurde der Buick Lucerne.

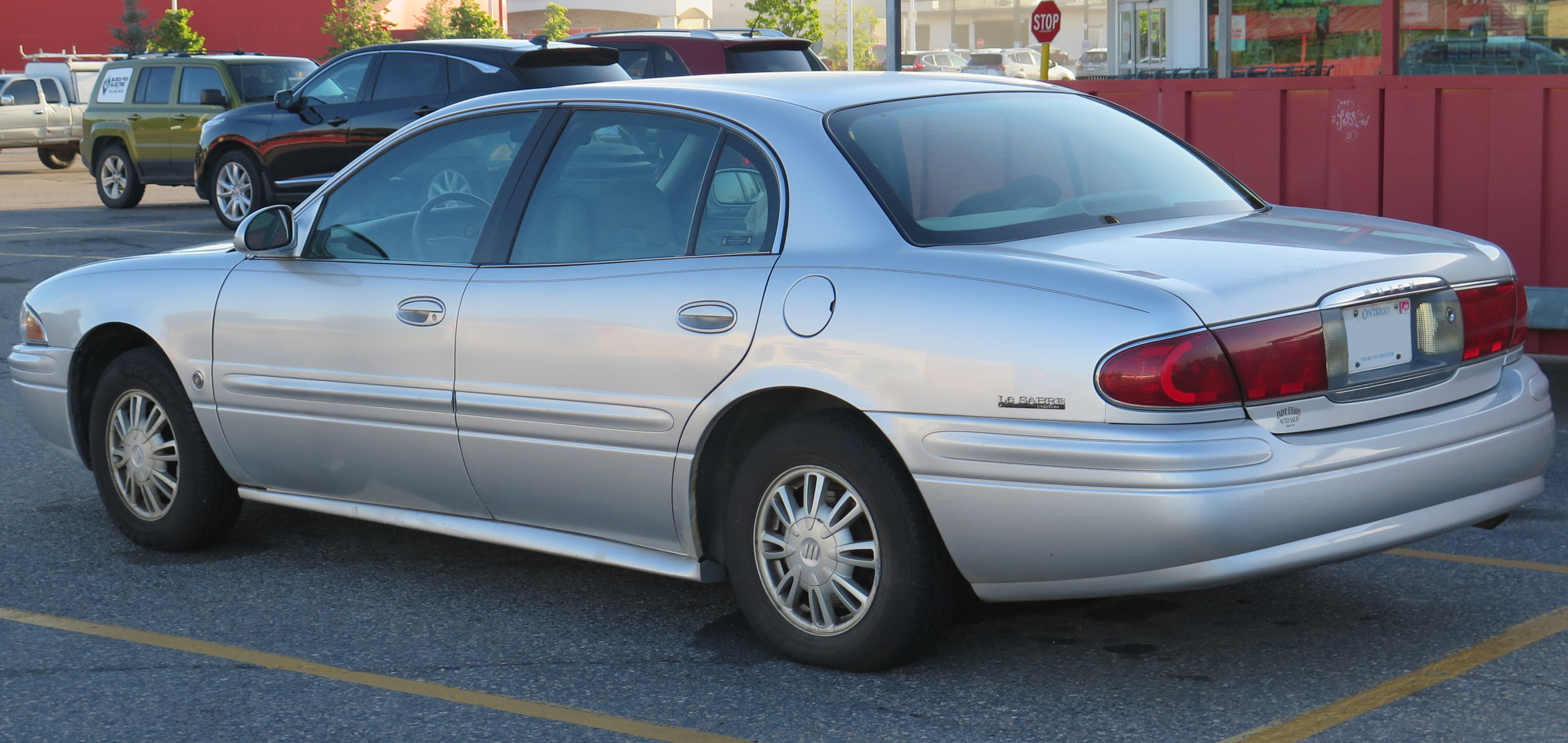
Heckansicht